# Wim Jansen
Wilhelmus "Wim" Marinus Anthonius Jansen (Roterdã, 28 de outubro de 1946 — Hendrik-Ido-Ambacht, 25 de janeiro de 2022) foi um futebolista e treinador neerlandês, que atuou como defensor e meia. Jansen jogou 65 jogos internacionais com a Seleção Neerlandesa de Futebol e jogou nos times que chegaram às finais da Copa do Mundo de 1974 e 1978.

## Jogador

### Clubes
Ele passou a maior parte de sua carreira de jogador com o Feyenoord Rotterdam, entre 1965 e 1980. No Feyenoord, Jansen ganhou quatro Campeonatos de Liga, uma Copa Neerlandesa, uma Copa da UEFA em 1974 e a Liga dos Campeões em 1970, quando o Feyenoord derrotou o Celtic por 2- 1 em Milão.
Depois de quinze anos, Jansen foi aos Estados Unidos jogar no Washington Diplomats em 1980, mas depois de 27 jogos, ele voltou para os Países Baixos para assinar para o Ajax, sob o conselho de Johan Cruyff, que jogou junto com Jansen no Washington Diplomats.
Jansen jogaria como libero e preencheria uma lacuna na defesa do Ajax após a partida de Ruud Krol no verão de 1980. Ao final da temporada, eles terminaram como vice-campeão do campeonato atrás do AZ. Na temporada seguinte, o Ajax ganhou a Eredivisie com Jansen na equipe.
Os torcedores do Feyenoord não gostaram do seu antigo jogador jogando para seus principais rivais. Em sua estreia no Ajax (que, aliás, foi contra o Feyenoord e o Ajax perdeu por 4-2) uma bola de neve foi jogada em seus olhos e Jansen teve que sair do campo para tratamento. 
Jansen ficou no Ajax até o verão de 1982, quando se aposentou aos 35 anos.

### Seleção nacional
Jansen jogou pela Seleção Neerlandesa que obteve o segundo lugar nas Copas do Mundo de 1974 e 1978.

## Treinador
Ele começou sua carreira de treinador em seu antigo clube Feyenoord, onde trabalhou como treinador das categorias de base e, em seguida, como assistente da primeira equipe, entre 1983 e 1987. 
Após uma temporada como treinador do clube belga SC Lokeren, Jansen foi nomeado Diretor Técnico no SVV, eles estavam na segunda divisão dos Países Baixos. No SVV, Jansen ganhou a liga ao lado de seu treinador - o futuro treinador do Rangers, Dick Advocaat.
Em 1991, ele retornou ao Feyenoord como treinador, ganhando a Copa dos Países Baixos em 1991 e 1992 e levando-os para as semifinais da Taça dos vencedores da Taça UEFA em 1991-92 . Ele se tornou diretor técnico em 1992, com Hans Dorjee sendo nomeado como treinador, mas Dorjee ficou doente e Jansen assumiu como treinador novamente. O Feyenoord ganhou o Campeonato Neerlandês em 1993 e a Copa dos Países Baixos novamente na temporada seguinte, mas depois de uma briga com a diretoria do Feyenoord, Jansen trabalhou como como assistente da Arábia Saudita ao lado de Leo Beenhakker. Entre 1994 e 1997, ele também gerenciou o Sanfrecce Hiroshima.
Em 3 de julho de 1997, Wim Jansen foi nomeado treinador principal do Celtic. Ele passou a guiá-los para o seu primeiro campeonato da liga escocesa em dez anos, terminando as esperanças de Rangers rivais para ganhar um décimo campeonato consecutivo. Apesar de vencer a liga e a Copa da Ligada Escócia durante sua única temporada no comando, Jansen deixou o clube menos de 48 horas depois que o título foi garantido devido a um choque de personalidade com o diretor geral Jock Brown. Sua transferência mais notável foi a compra de Henrik Larsson do Feyenoord.
No início da temporada 2008-09, Jansen assumiu o cargo de assistente do treinador principal da primeira equipe do Feyenoord, Gertjan Verbeek.

## Morte
Jansen morreu em 25 de janeiro de 2022, aos 75 anos de idade.

## Títulos

### Jogador
Feyenoord
- Eredivisie (4): 1964-65 , 1968-69 , 1970-71 , 1973-74
- Taça KNVB (1): 1968-69
- Liga dos Campeões (1): 1969-70
- Copa Intercontinental (1): 1970
- Taça UEFA (1): 1973-74

Ajax
- Eredivisie (1): 1981-82

Países Baixos
- Copa do Mundo da FIFA vice campeão: 1974 , 1978
- Campeonato Europeu da UEFA terceiro lugar (1): 1976
- Torneio de Paris de Futebol: 1978

### Treinador
Feyenoord
- Taça KNVB (2): 1990-91 , 1991-92

Celtic
- Scottish Premier Division (1): 1997-98
- Scottish League Cup (1): 1997-98

Individual
- Gestor do Ano da SFWA (1): 1997-98

## Campanhas de destaque
- Países Baixos
  - Vices - Copa do Mundo de 1974 e 1978